# (4855) Tenpyou
(4855) Tenpyou es un asteroide perteneciente al cinturón de asteroides, descubierto el 14 de noviembre de 1982 por Hiroki Kosai y su compañero astrónomo Kiichirō Furukawa desde el Observatorio Kiso, Monte Ontake, Japón.

## Designación y nombre
Designado provisionalmente como 1982 VM5. Fue nombrado Tenpyou en homenaje a la Era Tenpyou, a partir del siglo VIII, cuando la capital japonesa estaba en Nara y muchos grandes templos budistas fueron construidos.

## Características orbitales
Tenpyou está situado a una distancia media del Sol de 2,232 ua, pudiendo alejarse hasta 2,644 ua y acercarse hasta 1,820 ua. Su excentricidad es 0,184 y la inclinación orbital 4,748 grados. Emplea 1218 días en completar una órbita alrededor del Sol.

## Características físicas
La magnitud absoluta de Tenpyou es 14. Tiene 4,019 km de diámetro y su albedo se estima en 0,301.